# The Cartoon Network, Inc.
The Cartoon Network, Inc. (TCN) é uma empresa multinacional americana de entretenimento que opera como uma unidade da Warner Bros. Discovery.
Fundada por Ted Turner e sediada em Atlanta, Geórgia, suas principais propriedades incluem sua principal propriedade, Cartoon Network, Boomerang, bem como os blocos de programação Cartoonito, Adult Swim e Toonami. É uma divisão da Warner Bros. Discovery Networks.

## História
Em 25 de março de 1986, a Turner Broadcasting System adquiriu a Metro-Goldwyn-Mayer/United Artists. Em 18 de outubro, Turner vendeu de volta à força a MGM. Entretanto, Turner manteve grande parte da biblioteca de filmes e televisão feita antes de maio de 1986 (incluindo parte da biblioteca da UA) e formou a Turner Entertainment Co. Em 8 de outubro de 1988, seu canal a cabo Turner Network Television foi lançado e conquistou audiência com sua extensa biblioteca de filmes. Em 1991, Turner também comprou a biblioteca do estúdio de animação Hanna-Barbera. Ted Turner selecionou Betty Cohen (então vice-presidente sênior da TNT) para criar um canal para abrigar esses programas. Em 18 de fevereiro de 1992, a Turner Broadcasting anunciou seus planos de lançar o Cartoon Network como um canal para uma biblioteca de animação. Em 12 de março de 1992, The Cartoon Network, Inc. foi fundada um mês após o anúncio do plano de Turner. Em 1 de outubro de 1992, seu canal de televisão homônimo foi lançado oficialmente como o primeiro canal a cabo de gênero único 24 horas com animação como tema principal.
Em 1994, a nova divisão da Hanna-Barbera, Cartoon Network Studios, foi fundada e iniciou a produção de What a Cartoon!. Este show estreou em 1995, oferecendo curtas de animação originais. Em 1996, o Cartoon Network exibiu dois programas pré-escolares: Big Bag, um programa de televisão live-action/fantoches com curtas-séries de animação produzidas pela Children's Television Workshop, e Small World, que apresentava séries de animação voltadas para pré-escolares importadas de países estrangeiros. Turner Broadcasting System se fundiu com a Time Warner, o que levou a Warner Bros. a readquirir os curtas de animação que havia vendido para a Associated Artists Productions. A emissora pôde então continuar com produções mais originais.
A empresa também detém os ativos do Adult Swim, um bloco de programação noturno do Cartoon Network comumente considerado um canal independente. Foi lançado em 2 de setembro de 2001 e continua sendo uma propriedade essencial da empresa.

### Aquisição pela AT&T
Em 22 de outubro de 2016, a AT&T e Time Warner divulgaram uma oferta de fusão por US$ 108,7 bilhões, incluindo dívidas assumidas detidas por esta última empresa. A fusão colocaria várias propriedades de mídia da Time Warner, incluindo The Cartoon Network, Inc., sob o mesmo guarda-chuva corporativo das participações de telecomunicações da AT&T, incluindo o provedor de satélite DirecTV e o provedor de IPTV/banda larga AT&T U-verse. Os acionistas da Time Warner aprovaram a fusão em 15 de fevereiro de 2017. Em 20 de novembro de 2017, o Departamento de Justiça dos EUA abriu uma ação judicial contra a AT&T e a Time Warner na tentativa de bloquear a fusão, citando preocupações antitruste em torno da transação. A autorização dos EUA para a fusão proposta—que já havia recebido aprovação das autoridades reguladoras europeias, mexicanas, chilenas e brasileiras—foi confirmada por decisão judicial em 12 de junho de 2018, depois que o juiz do Tribunal Distrital dos EUA do Distrito de Columbia, o juiz Richard J. Leon, decidiu a favor da AT&T e rejeitou as alegações antitruste apresentadas no processo do DOJ. A fusão foi concluída dois dias depois, em 14 de junho de 2018, com a Time Warner se tornando uma subsidiária integral da AT&T, que renomeou a unidade como WarnerMedia. O Tribunal de Apelações dos EUA em Washington manteve por unanimidade a decisão do tribunal inferior em favor da AT&T em 26 de fevereiro de 2019.

### Fusão WarnerMedia-Discovery
Em 17 de maio de 2021, a AT&T e a Discovery, Inc. chegaram a um acordo definitivo Reverse Morris Trust, no qual a AT&T transformaria a WarnerMedia em uma empresa independente (desfazendo a aquisição anterior de 2018 da antiga Time Warner) que adquiriria simultaneamente os ativos da Discovery, por US$ 43 bilhões em dinheiro, títulos e ações, além da retenção de certas dívidas pela WarnerMedia. De acordo com a transação, que deveria ser finalizada no segundo trimestre de 2022, The Cartoon Network, Inc. e todos os outros ativos da WarnerMedia seriam combinados com os ativos da Discovery, Inc. (tais como Discovery Channel, Animal Planet, Discovery+, All3Media, Eurosport, GolfTV, Golf Digest, Golf World, Really, Motor Trend Group, Food Network, Discovery Family, HGTV, Asian Food Network, Travel Channel, TVN Group, Frisbee, K2, Discovery New Zealand, Tele 5, TLC e muitos mais). Os acionistas da AT&T deteriam 71% das ações da empresa e os acionistas da Discovery deteriam os 29% restantes, com cada grupo de acionistas nomeando membros representativos do conselho; David Zaslav, presidente e CEO da Discovery, chefiaria a nova empresa, substituindo o CEO da WarnerMedia, Jason Kilar.
Em 1 de junho de 2021, foi anunciado que a empresa resultante da fusão seria conhecida como Warner Bros. Discovery; Zaslav explicou que isso refletiria "a combinação do lendário legado de cem anos de narrativa criativa e autêntica e de assumir riscos ousados para dar vida às histórias mais incríveis da Warner Bros., com a marca global da Discovery que sempre se destacou pela integridade, inovação e inspiração." A fusão foi oficialmente concluída em 8 de abril de 2022, com a Cartoon Network, Inc. também supervisionando o Discovery Family e sua versão em espanhol; o acordo de produção da CN com a Hasbro para o Discovery Family expira no final de março de 2025.

## Expansão global
O Cartoon Network Europe, um feed pan-europeu em inglês, foi lançado em 1993. Faixas de áudio em espanhol, sueco, dinamarquês, francês, italiano e norueguês foram adicionadas em 1994. O feed holandês da rede foi lançado em 1997. Outro feed foi lançado em 1998, que foi ao ar na França, Itália e Espanha. O feed pan-europeu continuou a ser transmitido em outras partes da Europa. O feed italiano da rede tornou-se independente alguns meses depois do lançamento do canal francês, enquanto os feeds espanhol e francês foram divididos em 1999. Um feed polonês foi lançado um ano antes, em 1998.
Em 17 de setembro de 1993, algumas cidades russas começaram a receber o Cartoon Network Europe por meio de transmissões do satélite Astra. O canal transmitia em inglês. Desde 1 de julho de 1996, o canal está disponível no satélite Panamsat 4 nos territórios do sul da Rússia e Ucrânia, nas repúblicas asiáticas da antiga URSS. Em 1997, o novo distribuidor do canal, Chello Zone, assumiu na CEI. No mesmo ano, o canal foi parcialmente dublado em russo.
Em 1998, o canal começou a transmitir nos territórios da Bielorrússia e Ucrânia, nos estados bálticos e no noroeste da Rússia a partir do satélite Astra 1G. A transmissão era de 16 horas por dia, das 8:00 às 0:00 MSK., à noite, o canal transmitia Turner Classic Movies. Em novembro de 1999, o canal tornou-se disponível na plataforma NTV Plus e outras redes de cabo, transmitindo a partir do satélite Sirius 2.
Em 1999, o feed britânico da rede se separou oficialmente da versão pan-europeia. Isso ocorreu depois que o feed analógico do transponder compartilhado no Astra 1C foi embaralhado com o VideoCrypt e a curta versão britânica da TNT foi lançada.
Um feed nórdico foi lançado em 2000, transmitindo em sueco, norueguês, dinamarquês e inglês. Isso também se tornou disponível na Islândia e Finlândia. O Cartoon Network holandês fechou em 2001. Foi substituído pelo feed pan-europeu em 2001. Uma faixa de áudio holandesa foi adicionada simultaneamente. Legendas em grego ficaram disponíveis no mesmo ano. O feed polonês se ramificou em feeds separados para Romênia e Hungria em 2002. Um feed alemão foi lançado em 2006. Um feed turco foi adicionado em 2008.
Em abril de 2005, o Cartoon Network Europe foi totalmente dublado em russo.
Em 1 de outubro de 2008, um feed separado do Cartoon Network foi criado para a Hungria e a Romênia, enquanto as duas faixas de áudio adicionais foram adicionadas anteriormente ao Cartoon Network Polônia em 2002. A República Tcheca e a Eslováquia costumavam receber esse feed de canal em uma faixa de áudio sem áudio em inglês.
Em 1 de outubro de 2009, foi lançado o canal Cartoon Network Rússia, transmitindo nos países da CEI e do Sudeste Europeu.
O feed árabe da rede foi lançado em 2010, que é gratuito no satélite e existe ao lado do feed pan-europeu na TV paga, que mais tarde se dividiria em outro feed EMEA em 1 de julho de 2016. Este é o único feed comercializado na EMEA não transmitido em inglês. Em 17 de novembro de 2010, o feed holandês foi relançado e começou a transmitir 24 horas por dia e com um novo logotipo. Todos os programas e anúncios vão ao ar em holandês. O feed espanhol foi encerrado em 2013, juntamente com o Cartoonito espanhol. Este mercado se concentraria completamente no canal aberto Boing. O canal de língua portuguesa foi lançado em outubro de 2013 em Angola e Moçambique. Foi lançado em Portugal mais tarde em dezembro.
Em 2015, o feed ex pan-europeu ainda vai ao ar na parte grega de Chipre; também é um dos quatro feeds disponíveis no Oriente Médio e na África (os outros são os feeds árabe, francês e português). Este feed pan-europeu transmite em inglês, enquanto legendas em grego estão disponíveis. Todos os outros países europeus tinham seu próprio feed local ou regional.
Em 1 de setembro de 2017, o canal da Europa Central e Oriental adicionou uma faixa de áudio em tcheco para seu público na República Tcheca e na Eslováquia, substituindo a faixa de áudio sem áudio em inglês.

## Unidades

### Estúdios de produção
- Cartoon Network Productions
- CN LA Original Productions
- Williams Street
- Cartoon Network Studios
- Hanna-Barbera Studios Europe

### Canais de televisão dos EUA
- Cartoon Network
  - Cartoonito (bloco)
  - Adult Swim (bloco)
    - Toonami (bloco)
    - Checkered Past (bloco)
    - Adult Swim Games (unidade de publicação de videogames)
- Boomerang
- Discovery Family
- Discovery Familia

### Canais internacionais

#### Cartoon Network
| Region(s)                        | Data de lançamento                                                                                   | Data fim                           | Língua(s)                                                                                 | Notas sobre cobertura e disponibilidade                                    |
| -------------------------------- | --- | ---------------------------------- | ----------------------------------------------------------------------------------------- | -------------------------------------------------------------------------- |
| Mundo Árabe                      | 10 de outubro de 2010 (como um canal independente simultâneo; via televisão aberta)                  |                                    | Árabe                                                                                     | De Dubai, Emirados Árabes Unidos                                           |
| Mundo Árabe                      | 1 de abril de 2016 (um canal em língua hindi; via televisão por assinatura)                          |                                    | Hindi                                                                                     | De Dubai, Emirados Árabes Unidos                                           |
| Ásia-Pacífico                    | 6 de outubro de 1994                                                                                 |                                    | Inglês, Indonésio, Tailandês, Malaio, Mandarim, Cantonês, Vietnamita, e Tâmil             | De Singapura e Jacarta                                                     |
| Ásia-Pacífico                    | 1 de janeiro de 1995 (Taiwan)                                                                        |                                    | Inglês, Indonésio, Tailandês, Malaio, Mandarim, Cantonês, Vietnamita, e Tâmil             | De Taipei, Taiwan                                                          |
| Austrália e Nova Zelândia        | 3 de outubro de 1995                                                                                 |                                    | Inglês                                                                                    | De Sydney, Austrália                                                       |
| Canadá                           | 17 de outubro de 1997 (como Teletoon) 27 de março de 2023 (como Cartoon Network)                     |                                    | Inglês                                                                                    | De Toronto, Ontário, Canada. Operado pela Corus Entertainment.             |
| Europa Central e Oriental        | 30 de setembro de 2002 (como parte do Cartoon Network Polônia)                                       |                                    | Romêno, Húngaro, Tcheco, e Inglês                                                         | De Praga, República Tcheca                                                 |
| Europa Central e Oriental        | 1 de outubro de 2009 (como um canal independente)                                                    |                                    | Romêno, Húngaro, Tcheco, e Inglês                                                         | De Praga, República Tcheca                                                 |
| França                           | 1993 de setembro de 17 (como parte do Cartoon Network Europe)                                        | 25 de setembro de 2024             | Francês e Inglês                                                                          | De Paris, França                                                           |
| França                           | 23 de agosto de 1999 (como um feed independente)                                                     | 25 de setembro de 2024             | Francês e Inglês                                                                          | De Paris, França                                                           |
| França                           | 25 de setembro de 2024 (como parte do Cartoon Network WE)                                            |                                    | Francês e Inglês                                                                          | De Paris, França                                                           |
| Alemanha                         | 17 de setembro de 1993 (como parte do Cartoon Network Europa, em inglês)                             |                                    | Alemão e inglês                                                                           | De Munique, Alemanha                                                       |
| Alemanha                         | 2005 de setembro de 3 (como um canal independente)                                                   |                                    | Alemão e inglês                                                                           | De Munique, Alemanha                                                       |
| Índia (Ásia Meridional)          | 1 de maio de 1995                                                                                    |                                    | Inglês, Hindi, Tâmil, Telegu, Malaiala, e Canarim                                         | De Mumbai, Maharashtra, Índia                                              |
| Israel                           | 2000 (como parte do Cartoon Network Europa, em inglês)                                               |                                    | Inglês e Hebreu                                                                           | Exibido como um canal de streaming VOD no Yes                              |
| Israel                           | 20 de junho de 2011 (como um bloco de programação em Arutz HaYeladim)                                |                                    | Inglês e Hebreu                                                                           | Exibido como um canal de streaming VOD no Yes                              |
| Israel                           | 2019 (como um canal de streaming VOD em Yes)                                                         |                                    | Inglês e Hebreu                                                                           | Exibido como um canal de streaming VOD no Yes                              |
| Itália                           | 17 de setembro de 1993 (como parte do Cartoon Network Europa)                                        |                                    | Italiano e Inglês                                                                         | De Milão, Itália                                                           |
| Itália                           | 1996 de julho de 31 (como um canal independente)                                                     |                                    | Italiano e Inglês                                                                         | De Milão, Itália                                                           |
| Japão                            | 1 de setembro de 1997                                                                                |                                    | Japonês e Inglês                                                                          | De Tóquio, Japão                                                           |
| Oriente Médio e África           | 17 de setembro de 1993 (como parte do Cartoon Network Europa; via TV paga)                           |                                    | Inglês, Árabe, e Grego                                                                    | De Londres, Inglaterra                                                     |
| Oriente Médio e África           | 1 de julho de 2016 (relançado como um canal independente específico para a região MENA; via TV paga) |                                    | Inglês, Árabe, e Grego                                                                    | De Londres, Inglaterra                                                     |
| América Latina                   | 30 de abril de 1993                                                                                  |                                    | Espanhol Latino-americano, Português Brasileiro, e Inglês (continuidade traduzida em SAP) | De Buenos Aires e São Paulo (canal brasileiro)                             |
| América Latina                   | Outubro de 1996 (como um canal autônomo brasileiro dentro da variante latino-americana do canal)     |                                    | Espanhol Latino-americano, Português Brasileiro, e Inglês (continuidade traduzida em SAP) | De Atlanta, Geórgia, Estados Unidos                                        |
| América Latina                   | 1999 (como um canal autônomo mexicano dentro da variante latino-americana do canal)                  |                                    | Português Brasileiro e Inglês (continuidade traduzida em SAP)                             | De Atlanta, Geórgia, Estados Unidos                                        |
| Atlântico Sul (América Latina)   | 30 de abril de 1993 (como parte do canal latino-americano)                                           |                                    | Espanhol Latino-americano e Inglês (continuidade traduzida em SAP)                        | De Buenos Aires, Cidade do México, Medellín, Santiago de Chile e São Paulo |
| Atlântico Sul (América Latina)   | 2002 (como um canal autônomo dentro da variante latino-americana do canal)                           |                                    | Espanhol Latino-americano e Inglês (continuidade traduzida em SAP)                        | De Buenos Aires, Cidade do México, Medellín, Santiago de Chile e São Paulo |
| Pacífico (América Latina)        | 30 de abril de 1993 (como parte do canal latino-americano)                                           |                                    | Espanhol Latino-americano e Inglês (continuidade traduzida em SAP)                        | De Buenos Aires, Cidade do México, Medellín, Santiago de Chile e São Paulo |
| Pacífico (América Latina)        | 1 de junho de 2015 (como um canal autônomo dentro da variante latino-americana do canal)             |                                    | Espanhol Latino-americano e Inglês (continuidade traduzida em SAP)                        | De Buenos Aires, Cidade do México, Medellín, Santiago de Chile e São Paulo |
| Atlântico Norte (América Latina) | 30 de abril de 1993 (como parte do canal latino-americano)                                           |                                    | Espanhol Latino-americano e Inglês (continuidade traduzida em SAP)                        | De Buenos Aires, Cidade do México, Medellín, Santiago de Chile e São Paulo |
| Atlântico Norte (América Latina) | 1 de junho de 2015 (como um canal autônomo dentro da variante latino-americana do canal)             |                                    | Espanhol Latino-americano e Inglês (continuidade traduzida em SAP)                        | De Buenos Aires, Cidade do México, Medellín, Santiago de Chile e São Paulo |
| Países Baixos                    | 17 de setembro de 1993 (como parte do Cartoon Network Europa, em inglês)                             |                                    | Holandês e Inglês                                                                         | de Amsterdã, Países Baixos                                                 |
| Países Baixos                    | 12 de julho de 1997 (como um canal independente)                                                     |                                    | Holandês e Inglês                                                                         | de Amsterdã, Países Baixos                                                 |
| Países Baixos                    | 1 de agosto de 2001 (como parte do Cartoon Network Europa, em holandês e inglês)                     |                                    | Holandês e Inglês                                                                         | de Amsterdã, Países Baixos                                                 |
| Países Baixos                    | 17 de novembro de 2010 (como um canal independente)                                                  |                                    | Holandês e Inglês                                                                         | de Amsterdã, Países Baixos                                                 |
| Nórdico                          | 17 de setembro de 1993 (como parte do Cartoon Network Europa)                                        |                                    | Dinamarquês, Norueguês, Sueco, e Inglês                                                   | De Londres, Inglaterra                                                     |
| Nórdico                          | 1 de janeiro de 2000 (como um canal independente)                                                    |                                    | Dinamarquês, Norueguês, Sueco, e Inglês                                                   | De Londres, Inglaterra                                                     |
| Paquistão                        | 2 de abril de 2004                                                                                   |                                    | Inglês e Urdu                                                                             | Controlado pelo Cartoon Network Índia                                      |
| Filipinas                        | 6 de outubro de 1994 (como parte do Cartoon Network Ásia-Pacífico)                                   |                                    | Inglês                                                                                    |                                                                            |
| Filipinas                        | 1 de setembro de 1995 (como um canal independente)                                                   |                                    | Inglês                                                                                    | rowspan="2" \| De Singapura, Jacarta, Bangkok, Manila                      |
| Polônia                          | 17 de setembro de 1993 (como parte do Cartoon Network Europa, em inglês)                             |                                    | Polonês e Inglês                                                                          | De Munique, Alemanha                                                       |
| Polônia                          | 1 de junho de 1998 (como um canal independente)                                                      |                                    | Polonês e Inglês                                                                          | De Munique, Alemanha                                                       |
| Portugal                         | 17 de setembro de 1993 (como parte do Cartoon Network Europa, em inglês)                             |                                    | Português Europeu e Inglês                                                                | De Londres, Inglaterra                                                     |
| Portugal                         | 3 de dezembro de 2013 (como um canal independente)                                                   |                                    | Português Europeu e Inglês                                                                | De Londres, Inglaterra                                                     |
| CIS                              | 17 de setembro de 1993 (Cartoon Network Europa)                                                      |                                    | Russo e Inglês                                                                            | De Londres, Inglaterra                                                     |
| CIS                              | 1 de outubro de 2009 (Cartoon Network RSEE)                                                          |                                    | Russo, Búlgaro, e Inglês                                                                  | De Munique, Alemanha                                                       |
| Sudeste da Europa                | 1 de outubro de 2009 5 de novembro de 2021 (lançado em Croata, Servo e Eslovêno)                     |                                    | Russo, Búlgaro, Croata, Servo, Eslovêno, e Inglês                                         | De Munique, Alemanha                                                       |
| Coreia do Sul                    | 11 de novembro de 2006                                                                               |                                    | Coreano e Inglês                                                                          | De Seul, Coreia do Sul                                                     |
| Espanha                          | 4 de março de 1994 (como parte do Cartoon Network Europa)                                            | 1 de julho de 2013 (como um canal) | Espanhol Europeu e Inglês                                                                 | De Londres, Inglaterra                                                     |
| Espanha                          | 23 de agosto de 1999 (como um canal independente)                                                    | 1 de julho de 2013 (como um canal) | Espanhol Europeu e Inglês                                                                 | De Londres, Inglaterra                                                     |
| Espanha                          | 3 de setembro de 2013 (como um bloco de tarde nos finais de semana em Boing)                         | 1 de julho de 2013 (como um canal) | Espanhol Europeu e Inglês                                                                 | De Londres, Inglaterra                                                     |
| Turquia                          | 28 de janeiro de 2008                                                                                |                                    | Turco e Inglês                                                                            | De Istambul, Turquia                                                       |
| Reino Unido, Irlanda e Malta     | 17 de setembro de 1993                                                                               |                                    | Inglês                                                                                    | De Londres, Inglaterra                                                     |

#### Adult Swim
| Nome do canal             | Data de lançamento                                                                                          | Data final | Notas sobre cobertura e disponibilidade                                                                                           |
| ------------------------- | --- | --- | --- |
| Austrália & Nova Zelândia | Erro de expressão: caractere "{" não reconhecidoErro de expressão: caractere "{" não reconhecido (original) | 31 de dezembro de 2007 (original)                                                                               | Disponível como um bloco no Cartoon Network (Austrália).                                                                          |
| Austrália & Nova Zelândia | 9 de janeiro de 2016 (relançamento)                                                                         | Erro de expressão: caractere "{" não reconhecidoErro de expressão: caractere "{" não reconhecido (relançamento) | Disponível como um bloco no Cartoon Network (Austrália).                                                                          |
| Canadá                    | 7 de setembro de 2001 (como Showcase Action, depois renomeada Action)                                       | 3 de março de 2019 (como um bloco no Cartoon Network (agora Boomerang))                                         | Canal canadense (24/7) operado pela Corus Entertainment; sucessor para o Teletoon at Night, e anteriormente sob a marca Showcase. |
| Canadá                    | 4 de julho de 2012 (como um bloco no Cartoon Network (agora Boomerang))                                     | 3 de março de 2019 (como um bloco no Cartoon Network (agora Boomerang))                                         | Canal canadense (24/7) operado pela Corus Entertainment; sucessor para o Teletoon at Night, e anteriormente sob a marca Showcase. |
| Canadá                    | 1 de abril de 2019 (substituindo Action)                                                                    | 3 de março de 2019 (como um bloco no Cartoon Network (agora Boomerang))                                         | Canal canadense (24/7) operado pela Corus Entertainment; sucessor para o Teletoon at Night, e anteriormente sob a marca Showcase. |
| França                    | 4 de março de 2011 (como um bloco no Cartoon Network)                                                       | 2015 como um bloco no Cartoon Network)                                                                          | Disponível como um bloco na Warner TV Next.                                                                                       |
| França                    | 24 de julho de 2019 (como um bloco na Toonami)                                                              | 2015 como um bloco no Cartoon Network)                                                                          | Disponível como um bloco na Warner TV Next.                                                                                       |
| Alemanha                  | 28 de janeiro de 2009 (como um bloco na TNT Serie)                                                          | 2017 (como um bloco na TNT Serie)                                                                               | Disponível como um bloco na WarnerTV Comedy.                                                                                      |
| Alemanha                  | 2016 (como um bloco na TNT Comedy)                                                                          | 2017 (como um bloco na TNT Serie)                                                                               | Disponível como um bloco na WarnerTV Comedy.                                                                                      |
| América Latina            | 7 de outubro de 2005 (como um bloco no Cartoon Network)                                                     | 2008 (como um bloco no Cartoon Network)                                                                         | |
| América Latina            | 19 de novembro de 2007 (como um bloco no I.Sat)                                                             | 16 de abril de 2020 (como um bloco no I.Sat)                                                                    | |
| América Latina            | 3 de novembro de 2014 (como um bloco na TBS)                                                                | 2020 (como um bloco na TBS)                                                                                     | |
| América Latina            | 2 de maio de 2020 (como um bloco na Warner TV)                                                              | 8 de novembro de 2021 (como um bloco na Warner TV)                                                              | |
| América Latina            | 31 de outubro de 2023 (como um canal de televisão)                                                          | | |
| Rússia                    | 1 de abril de 2007                                                                                          | 2021 | Disponível como um bloco na Rússia no canal 2x2.                                                                                  |
| Espanha                   | 5 de maio de 2007 (como um bloco na TNT)                                                                    | 2012 (como um bloco na TNT)                                                                                     | |
| Espanha                   | 22 de janeiro de 2020 (como parte da HBO)                                                                   | 2012 (como um bloco na TNT)                                                                                     | |
| Espanha                   | 3 de dezembro de 2020 (como um pacote premium com Toonami na Orange TV)                                     | 2012 (como um bloco na TNT)                                                                                     | |
| Reino Unido & Irlanda     | 8 de julho de 2006 (como um bloco na Bravo)                                                                 | 7 de julho de 2008 (como um bloco na Bravo)                                                                     | Disponível como um bloco na E4.                                                                                                   |
| Reino Unido & Irlanda     | 5 de junho de 2010 (como um bloco na FX/Fox)                                                                | 1 de setembro de 2017 (como um bloco na FX/Fox)                                                                 | Disponível como um bloco na E4.                                                                                                   |
| Reino Unido & Irlanda     | 4 de janeiro de 2012 (como um bloco no TCM)                                                                 | Agosto de 2013 (como um bloco no TCM)                                                                           | Disponível como um bloco na E4.                                                                                                   |
| Reino Unido & Irlanda     | Novembro de 2016 (como um bloco na TruTV)                                                                   | Dezembro de 2016 (como um bloco na TruTV)                                                                       | Disponível como um bloco na E4.                                                                                                   |
| Reino Unido & Irlanda     | 15 de fevereiro de 2019 (como um bloco na E4)                                                               | | Disponível como um bloco na E4.                                                                                                   |

#### Boomerang
| Região(s)                    | Data de lançamento | Data final                                                                                                | Linguagem(s)                                                                | Notas sobre cobertura e disponibilidade                                            |
| ---------------------------- | --- | --- | --------------------------------------------------------------------------- | ---------------------------------------------------------------------------------- |
| Austrália e Nova Zelândia    | 3 de outubro de 1995 (bloco no Cartoon Network Austrália e Nova Zelândia) 14 de março de 2004 (canal da Austrália)      | 2005 (bloco no Cartoon Network Austrália e Nova Zelândia)                                                 | Inglês                                                                      | De Sydney, Austrália                                                               |
| Canadá                       | 4 de julho de 2012 (como um canal do Cartoon Network) 27 de março de 2023 (como um canal Boomerang)                     | | Inglês                                                                      | De Toronto, Ontário. Detido pela Corus Entertainment.                              |
| Europa Central e Oriental    | 5 de junho de 2005 (como parte do Cartoon Network Europa) 11 de outubro de 2011 (relançado como um canal independente)  | 9 de março de 2022 (Rússia) 18 de março de 2023 (em toda a CEE); substituído pelo Cartoonito              | Inglês, Polonês, Romeno, Húngaro, Russo, Búlgaro, Holandês, Checo, e Alemão | De Munique, Alemanha                                                               |
| França                       | 23 de abril de 2003 | | Francês e Inglês                                                            | De Paris, França                                                                   |
| Alemanha                     | 1 de junho de 2006 | 1 de outubro de 2018 (fechado e substituído pelo Boomerang Europa Central e Oriental)                     | Alemão e Inglês                                                             | De Munique, Alemanha                                                               |
| Índia (Ásia Meridional)      | 5 de setembro de 2005 (bloco no Cartoon Network Índia)                                                                  | Maio de 2009                                                                                              | Inglês e Hindi                                                              | De Mumbai, Índia                                                                   |
| Itália                       | 31 de julho de 2003 | | Italiano e Inglês                                                           | De Roma, Itália                                                                    |
| Japão                        | Janeiro de 2018 | 31 de março de 2022                                                                                       | Japonês                                                                     | De Tóquio, Japão                                                                   |
| América Latina               | 1993 (bloco) 2 de julho de 2001 (canal)                                                                                 | 1 de dezembro de 2021 (canal); substituído pelo Cartoonito                                                | Espanhol, Inglês, e Português                                               | De Buenos Aires, Argentina; Santiago, Chile; São Paulo, Brasil; e Cidade do México |
| Oriente Médio e África       | 17 de setembro de 1993 (como parte do Cartoon Network Europa) 1 de julho de 2016 (relançado como um canal independente) | 25 de março de 2023 (África) e 4 de setembro de 2023 (MENA); substituído pelo Cartoonito                  | Inglês, Árabe, e Grego                                                      | De Londres, Inglaterra                                                             |
| Países Baixos                | 10 de outubro de 2005                                                                                                   | 2017 (fechado e substituído pelo Boomerang Europa Central e Oriental)                                     | Holandês e Inglês                                                           | De Londres, Inglaterra                                                             |
| Nórdico                      | 15 de setembro de 2009 (como um bloco) 30 de setembro de 2010 (como um canal)                                           | 30 de setembro de 2010 (como um bloco) 4 de setembro de 2023 (como um canal); substituído pelo Cartoonito | Inglês, Dinamarquês, Norueguês, e Sueco                                     | De Londres, Inglaterra                                                             |
| Portugal                     | 21 de abril de 2015 | 23 de março de 2023; substituído pelo Cartoonito                                                          | Português e Inglês                                                          | De Lisboa, Portugal                                                                |
| Coreia do Sul                | 14 de novembro de 2015                                                                                                  | 30 de junho de 2024; substituído pelo Cartoonito                                                          | Coreano e Inglês                                                            | De Seul, Coreia do Sul                                                             |
| Sudeste da Ásia              | 5 de setembro de 2005 (original)                                                                                        | 1 de janeiro de 2015 (relançamento)                                                                       | Inglês e Mandarim                                                           | De Singapura                                                                       |
| Sudeste da Ásia              | 1 de dezembro de 2012 (original)                                                                                        | 28 de julho de 2023 (relançamento); substituído pelo Cartoonito                                           | Inglês e Mandarim                                                           | De Singapura                                                                       |
| Spain                        | 1 de dezembro de 2004                                                                                                   | 1 de setembro de 2011; substituído pelo Cartoonito                                                        | Spanish and English                                                         | De Londres, Inglaterra                                                             |
| Tailândia                    | 14 de agosto de 2013 | | Tailandês                                                                   | De Bangkok, Tailândia                                                              |
| Turquia                      | 23 de abril de 2016 (como um canal)                                                                                     | 3 de dezembro de 2018 (como um bloco no Cartoon Network)                                                  | Turco e Inglês                                                              | De Istambul, Turquia                                                               |
| Turquia                      | 2018 de abril de 23 (como um bloco no Cartoon Network)                                                                  | 2023 de setembro de 4; substituído pelo Cartoonito                                                        | Turco e Inglês                                                              | De Istambul, Turquia                                                               |
| Reino Unido, Irlanda & Malta | 27 de maio de 2000 | | Inglês                                                                      | De Londres, Inglaterra                                                             |

#### Cartoonito
| Regiões                      | Data de lançamento                                                       | Data final | Linguagem                                                                             | Tipo                                                 | Notas sobre cobertura e disponibilidade                                                                           |
| ---------------------------- | ------------------------------------------------------------------------ | --- | ------------------------------------------------------------------------------------- | ---------------------------------------------------- | --- |
| Mundo Árabe                  | 4 de setembro de 2011 (original)                                         | 1 de abril de 2014 (relançamento)                                                                               | Árabe                                                                                 | Bloco no Cartoon Network                             | De Dubai, Emirados Árabes Unidos                                                                                  |
| Mundo Árabe                  | 7 de fevereiro de 2022 (relançamento)                                    | 1 de abril de 2014 (relançamento)                                                                               | Árabe                                                                                 | Bloco no Cartoon Network                             | De Dubai, Emirados Árabes Unidos                                                                                  |
| Ásia Pacífico                | 1 de dezembro de 2012 (canal, original)                                  | 1 de janeiro de 2015 (canal, original)                                                                          | Inglês e Chinês                                                                       | Canal (2012–2015)                                    | De Singapura e Jacarta, substituindo Boomerang Ásia                                                               |
| Ásia Pacífico                | 28 de março de 2022 (bloco no Cartoon Network)                           | 21 de novembro de 2022 (bloco no Cartoon Network)                                                               | Inglês e Chinês                                                                       | Bloco no Cartoon Network (2012–2015; 2022)           | De Singapura e Jacarta, substituindo Boomerang Ásia                                                               |
| Ásia Pacífico                | 2 de maio de 2022 (bloco no Boomerang)                                   | 28 de julho de 2023 (bloco no Boomerang)                                                                        | Inglês e Chinês                                                                       | Bloco no Boomerang (2022–2023)                       | De Singapura e Jacarta, substituindo Boomerang Ásia                                                               |
| Ásia Pacífico                | 28 de julho de 2023 (canal, relançamento)                                | | Inglês e Chinês                                                                       | Canal (2023-presente)                                | De Singapura e Jacarta, substituindo Boomerang Ásia                                                               |
| Austrália & Nova Zelândia    | 27 de junho de 2022                                                      | | Inglês                                                                                | Bloco no Cartoon Network                             | De Sydney, Austrália                                                                                              |
| Europa Central e Oriental    | 12 de outubro de 2011 (bloco original)                                   | 1 de janeiro de 2014 (bloco original)                                                                           | Inglês, Polônes, Romeno, Servo, Croata, Esloveno, Húngaro, Russo, Holandês, e Búlgaro | Bloco no Boomerang CEE (2011–2014)                   | De Munique, Alemanha, substituindo Boomerang CEE                                                                  |
| Europa Central e Oriental    | 1 de setembro de 2022 (bloco relançado)                                  | 18 de março de 2023 (bloco relançado)                                                                           | Inglês, Polônes, Romeno, Servo, Croata, Esloveno, Húngaro, Russo, Holandês, e Búlgaro | Bloco no Boomerang CEE (2022–2023)                   | De Munique, Alemanha, substituindo Boomerang CEE                                                                  |
| Europa Central e Oriental    | 18 de março de 2023 (canal)                                              | | Inglês, Polônes, Romeno, Servo, Croata, Esloveno, Húngaro, Russo, Holandês, e Búlgaro | Canal (2023–presente)                                | De Munique, Alemanha, substituindo Boomerang CEE                                                                  |
| França                       | 5 de setembro de 2011 (bloco original)                                   | 5 de julho de 2013 (bloco original)                                                                             | Francês                                                                               | Bloco no Boing (2011–2013)                           | De Neuilly-sur-Seine, França                                                                                      |
| França                       | 3 de abril de 2023 (canal)                                               | | Francês                                                                               | Canal (2023–presente)                                | De Neuilly-sur-Seine, França                                                                                      |
| Índia (Ásia Meridional)      | 7 de agosto de 2013                                                      | | Hindi, Tâmil, e Telugo                                                                | Bloco no Cartoon Network                             | De Mumbai, Maharashtra, Índia                                                                                     |
| Itália                       | 22 de agosto de 2011                                                     | | Italiano                                                                              | Canal                                                | De Roma, Itália; detido por Boing S.p.A. (joint-venture entre Mediaset (51%) e Warner Bros. Discovery EMEA (49%)) |
| Japão                        | 1 de março de 2022                                                       | | Japonês e Inglês                                                                      | Bloco no Cartoon Network                             | De Tóquio, Japão                                                                                                  |
| América Latina               | 1 de dezembro de 2021                                                    | | Espanhol, Inglês, e Português                                                         | Canal                                                | De Buenos Aires, Argentina, substituiu Boomerang América Latina                                                   |
| Oriente Médio e África       | 12 de outubro de 2011 (bloco original)                                   | 1 de janeiro de 2014 (bloco original)                                                                           | Inglês e Árabe                                                                        | Bloco no Boomerang (2011–2014)                       | De Londres, Inglaterra                                                                                            |
| Oriente Médio e África       | 4 de abril de 2022 (bloco relançado)                                     | 25 de março de 2023 (relançamento como bloco na África) 4 de setembro de 2023 (relançamento como bloco em MENA) | Inglês e Árabe                                                                        | Bloco no Boomerang (2022–2023)                       | De Londres, Inglaterra                                                                                            |
| Oriente Médio e África       | 25 de março de 2023 (canal na África) 4 de setembro de 2023 (canal MENA) | | Inglês e Árabe                                                                        | Canal (2023–presente)                                | De Londres, Inglaterra                                                                                            |
| Nórdico                      | 1 de fevereiro de 2022 (bloco)                                           | 4 de setembro de 2023 (bloco)                                                                                   | Dinamarquês, Norueguês, Sueco, e Inglês                                               | Bloco no Boomerang (2022–2023)                       | De Londres, Inglaterra; substituiu Boomerang Nórdico                                                              |
| Nórdico                      | 4 de setembro de 2023 (canal)                                            | 11 de setembro de 2024                                                                                          | Dinamarquês, Norueguês, Sueco, e Inglês                                               | Canal (2023–presente)                                | De Londres, Inglaterra; substituiu Boomerang Nórdico                                                              |
| Nórdico                      | 11 de setembro de 2024 (como parte do Cartoonito Europa Ocidental)       | |                                                                                       |                                                      | |
| Filipinas                    | 1 de dezembro de 2012 (canal)                                            | 1 de janeiro de 2015 (canal)                                                                                    | Inglês                                                                                | Canal (2012–2015)                                    | De Singapura, Jacarta, Bangkok, Manila                                                                            |
| Filipinas                    | 28 de março de 2022 (bloco)                                              | | Inglês                                                                                | Bloco no Cartoon Network (2022–presente)             | De Singapura, Jacarta, Bangkok, Manila                                                                            |
| Portugal                     | 21 de fevereiro de 2022 (bloco)                                          | 23 de março de 2023 (bloco)                                                                                     | Português e Inglês                                                                    | Bloco no Boomerang (2022–2023)                       | De Lisboa, Portugal; substituindo Boomerang Portugal                                                              |
| Portugal                     | 23 de março de 2023 (canal)                                              | | Português e Inglês                                                                    | Canal (2023–presente)                                | De Lisboa, Portugal; substituindo Boomerang Portugal                                                              |
| Coreia do Sul                | 28 de março de 2022 (bloco)                                              | 30 de junho de 2024 (bloco)                                                                                     | Coreano e Inglês                                                                      | Bloco no Boomerang (2022–2024)                       | De Seul, Coreia do Sul; substituindo Boomerang Coreia do Sul                                                      |
| Coreia do Sul                | 1 de julho de 2024 (canal)                                               | | Coreano e Inglês                                                                      | Canal (2024–presente)                                | De Seul, Coreia do Sul; substituindo Boomerang Coreia do Sul                                                      |
| Espanha                      | 1 de setembro de 2011                                                    | 30 de junho de 2013                                                                                             | Espanhol e Inglês                                                                     | Canal                                                | De Londres, Inglaterra                                                                                            |
| Turquia                      | 3 de dezembro de 2018 (bloco no Cartoon Network)                         | | Turco e Inglês                                                                        | Bloco no Cartoon Network (2018–presente)             | De Istambul, Turquia; substituindo Boomerang Turquia                                                              |
| Turquia                      | 5 de setembro de 2022 (bloco no Boomerang)                               | 4 de setembro de 2023 (bloco no Boomerang)                                                                      | Turco e Inglês                                                                        | Bloco no Boomerang (2022–2023)                       | De Istambul, Turquia; substituindo Boomerang Turquia                                                              |
| Turquia                      | 4 de setembro de 2023 (canal)                                            | | Turco e Inglês                                                                        | Canal (2023–presente)                                | De Istambul, Turquia; substituindo Boomerang Turquia                                                              |
| Reino Unido, Irlanda & Malta | 4 de setembro de 2006 (bloco original)                                   | 23 de maio de 2007 (bloco original)                                                                             | Inglês                                                                                | Bloco no Cartoon Network Too (2006–2007)             | De Londres, Inglaterra                                                                                            |
| Reino Unido, Irlanda & Malta | 24 de maio de 2007 (canal)                                               | | Inglês                                                                                | Canal (2007–presente) Bloco no Boomerang (2009–2010) | De Londres, Inglaterra                                                                                            |
| Reino Unido, Irlanda & Malta | 1 de março de 2022 (bloco relançado)                                     | Bloco no Cartoon Network (2022–presente)                                                                        | Inglês                                                                                |                                                      | De Londres, Inglaterra                                                                                            |

#### Toonami
| Região(s)                    | Data de lançamento                           | Data final                                             | Linguagem                                                    | Tipo                                  | Notas sobre cobertura e disponibilidade |
| ---------------------------- | -------------------------------------------- | ------------------------------------------------------ | ------------------------------------------------------------ | ------------------------------------- | --- |
| África                       | 1 de junho de 2017                           | TBA; substituído pela Warner TV Next                   | Inglês                                                       | Canal                                 | |
| Ásia-Pacífico                | 1 de dezembro de 2012                        | 31 de março de 2018                                    | Inglês, Tailandês, Mandarim, Vietnamita, Indonésio, e Malaio | Canal                                 | De Singapura |
| Austrália e Nova Zelândia    | 7 de julho de 2001                           | 4 de agosto de 2006                                    | Inglês                                                       | Bloco no Cartoon Network              | Exibido nas noites de sábado e tardes de domingo. Foi depois expandido para exibir nas tardes dos dias de semana. |
| França                       | 11 de fevereiro de 2016                      | 4 de setembro de 2023; substituído pela Warner TV Next | Francês                                                      | Canal                                 | De Paris, França |
| Índia (Ásia Meridional)      | 2005 (bloco) 26 de fevereiro de 2015 (canal) | 18 de maio de 2018                                     | Inglês e Hindi                                               | Canal                                 | Lançado em 2015, anteriormente exibia programação orientada para animação de ação e anime, antes de mudar o foco para exibir séries animadas clássicas em 2017, similar ao Boomerang. Cessou sua transmissão em 2018. |
| América Latina               | 2 de dezembro de 2002 (bloco original)       | 26 de março de 2007 (bloco original)                   | Espanhol e Português                                         | Bloco no Cartoon Network e Adult Swim | Foi mais tarde relançado como "Toonami Powered by Crunchyroll" como parte de uma parceria com a Crunchyroll de 2020–2022.                                                                                             |
| América Latina               | 31 de agosto de 2020 (Primeiro relançamento) | 30 de agosto de 2022 (Primeiro relançamento)           | Espanhol e Português                                         | Bloco no Cartoon Network e Adult Swim | Foi mais tarde relançado como "Toonami Powered by Crunchyroll" como parte de uma parceria com a Crunchyroll de 2020–2022.                                                                                             |
| América Latina               | 2023 (Segundo relançamento)                  |                                                        | Espanhol e Português                                         | Bloco no Cartoon Network e Adult Swim | Foi mais tarde relançado como "Toonami Powered by Crunchyroll" como parte de uma parceria com a Crunchyroll de 2020–2022.                                                                                             |
| Reino Unido, Irlanda & Malta | 8 de setembro de 2003                        | 24 de maio de 2007                                     | Inglês                                                       | Canal                                 | Substituiu CNX; De Londres, Inglaterra |

#### Outros canais
| Nome do canal       | Data de lançamento                | Data final                     | Disponibilidade                         | Notas |
| ------------------- | --------------------------------- | ------------------------------ | --------------------------------------- | --- |
| Boomerang 2         | 2 de janeiro de 2016              |                                | Europa Central e Oriental               | Canal irmão do Boomerang na Europa Central e Oriental. |
| Boomerang +1        | 6 de março de 2006                |                                | Reino Unido                             | Serviço de mudança de horário de uma hora para o Boomerang. |
| Boomerang +1        | 20 de dezembro de 2008            | Itália                         |                                         | Serviço de mudança de horário de uma hora para o Boomerang. |
| Boomerang +1        | 23 de fevereiro de 2010           | França                         |                                         | Serviço de mudança de horário de uma hora para o Boomerang. |
| Cartoon Network +1  | 1999 de junho de 20 (original)    | 2006 de abril de 24 (original) | Reino Unido                             | Serviço de mudança de horário de uma hora para o Cartoon Network. O canal original foi substituído com o Cartoon Network Too e subsequentemente Cartoonito e TCM 2 até o último bloco fechar. Versão de substituição foi substituída pelo Cartoon Network Too.         |
| Cartoon Network +1  | 1 de abril de 2014 (relançamento) | 2006 de abril de 24 (original) | Reino Unido                             | Serviço de mudança de horário de uma hora para o Cartoon Network. O canal original foi substituído com o Cartoon Network Too e subsequentemente Cartoonito e TCM 2 até o último bloco fechar. Versão de substituição foi substituída pelo Cartoon Network Too.         |
| Cartoon Network +1  | 31 de julho de 2003               |                                | Itália                                  | Serviço de mudança de horário de uma hora para o Cartoon Network. O canal original foi substituído com o Cartoon Network Too e subsequentemente Cartoonito e TCM 2 até o último bloco fechar. Versão de substituição foi substituída pelo Cartoon Network Too.         |
| Cartoon Network HD+ | 18 de maio de 2018                |                                | Índia, Sri Lanka, Paquistão, Bangladesh | O canal é um canal irmão do Cartoon Network Índia, que maioritariamente exibe novos shows. O canal é um canal apenas em HD transmitido na Ásia Meridional. |
| Cartoon Network Too | 24 de abril de 2006               | 1 de abril de 2014             | Reino Unido                             | Canal irmão do Cartoon Network, originalmente lançado como um serviço que compartilhava horário com TCM 2. Relançado como parte de uma fusão com Toonami, com a programação original sendo substituída com Cartoonito e substituído novamente pelo Cartoon Network +1. |
| CNX                 | 14 de outubro de 2002             | 8 de setembro de 2003          | Reino Unido                             | Canal de entretenimento geral que exibia principalmente animações de ação durante o dia e programas mais voltados para adultos durante a noite. Substituído pelo Toonami                                                                                               |
| Tooncast            | 1 de dezembro de 2008             |                                | América Latina                          | Canal irmão do Cartoon Network que exibe animações clássicas. |

Nota: Na Itália e no Reino Unido, os canais de mudança de horário "+1" da rede são frequentemente renomeados temporariamente e transmitem apenas uma franquia por cerca de um mês, como Looney Tunes, Tom and Jerry, e Ben 10.